# Longileptoneta jirisan
Espèce
Longileptoneta jirisan est une espèce d'araignées aranéomorphes de la famille des Leptonetidae.

## Distribution
Cette espèce est endémique du Gyeongsang du Sud en Corée du Sud,. Elle se rencontre dans le parc national du mont Jirisan.

## Description

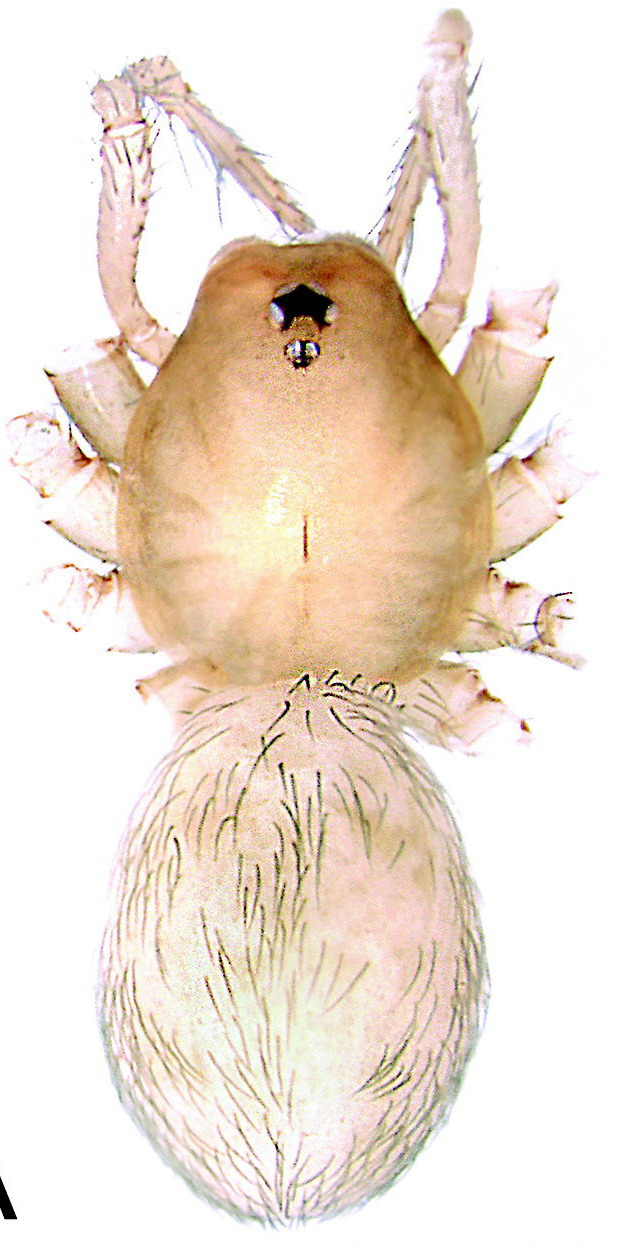
Longileptoneta jirisan ♀

Le mâle holotype mesure 1,85 mm et la femelle paratype 1,76 mm.

## Étymologie
Son nom d'espèce lui a été donné en référence au lieu de sa découverte, le parc national du mont Jirisan.

## Publication originale
- Lan, Zhao, Kim, Yoo, Lee & Li, 2021 : « Five new species of the genera Falcileptoneta and Longileptoneta (Araneae, Leptonetidae) from South Korea. » ZooKeys, no 1010, p. 97-116 (texte intégral).